# 代表取締役
代表取締役（だいひょうとりしまりやく）は、株式会社を代表する権限（代表権）を有する取締役をいう（会社法第349条）。
代表取締役は取締役会の決議で取締役の中から選任する。
以下本項において会社法規定は条名のみ記載する。

## 権限
代表取締役は意思決定機関である株主総会や取締役会の決議に基づき、単独で会社を代表して契約等の行為を行うことができる。それとともに、代表取締役は会社の業務を執行する。
日常業務については取締役会からその決定権限が委譲されていると考えられており、自ら決定も行い執行する。
代表取締役は、業務に関する裁判外又は裁判上の一切の行為をする権限を有する（349条4項）が、内部的に制限を設けること（一定の行為に取締役会の決議を必要とするなど）も可能である。ただし、この内部的な制限は制限があることを知らない第三者（善意の第三者）に対抗することはできず（349条5項）、制限があったことを理由に契約を反古にするというようなことはできない。

## 代表取締役の設置
取締役会を設置している会社においては、取締役の中から代表取締役を選定しなければならない（362条3項）。
取締役会非設置会社においては、各取締役が原則として会社の業務執行権と代表権を有する（348条1項、349条1項・2項）ため、必ず取締役の中から代表取締役を選定しなければならないわけではない。この場合、各取締役が同時に代表取締役でもある。ただし、取締役会非設置会社でも、取締役の中から代表取締役を選定することを定款で定めることができる。
代表取締役の数には制限はなく、1人とは限らない。なお、取締役会設置会社において、取締役全員を代表取締役に選定することはできる。
また、指名委員会等設置会社においては、取締役会は業務の決定と監督に専念し、業務の執行権限を持たないことから、代表権を有する役職も代表取締役ではなく代表執行役となる。代表執行役は取締役会の決議によって任免される点が、従来の株式会社組織（監査役がおかれる株式会社）の代表取締役と異なっている。

### 選定手続等
- 取締役会設置会社においては、代表取締役は取締役会の決議により選定される（362条3項、旧商法第261条1項と同様）。
- 取締役会非設置会社においては、定款に代表者が定められている場合はその者がなり、定款で選任方法が定められている場合は取締役の互選又は株主総会の決議のいずれかのうち定款で定めた方法により代表取締役を定めることができる（349条3項）。
- 欠員を生じた場合。
員数が欠けた場合には、任期の満了又は辞任により退任した代表取締役は、新たに選定された代表取締役が就任するまで、なお代表取締役としての権利義務を有する（351条1項）。
必要があると認めるときは、利害関係人の申立てにより、裁判所は、一時代表取締役代行者を選任する（2項）。

## 役付取締役と代表権
社長や会長、副社長、専務、常務等の肩書きを有する取締役、いわゆる役付取締役は代表権を持つ（つまり代表取締役である）ことが多い。しかし、これらの役職名は法律上に規定されたものではなく、必ずしも代表取締役であるとは限らない。特に常務については代表取締役でない場合も多い（ただし、下記の表見代表取締役に当たりうる）。会長についても代表権がある場合と代表権がない（名誉職としての会長）場合とがある。
極めて稀であるが、社長に代表権がない場合もある。主な例として以下のものがある。
- ライブドア事件後にライブドア（現・LDH）の執行役員社長に就任した平松庚三
- 東京メトロポリタンテレビジョン（TOKYO MX）の取締役社長を務めた後藤亘（詳細は東京メトロポリタンテレビジョン#開局から経営権移行の経緯を参照）

## 表見代表取締役
表見（ひょうけん）代表取締役の制度とは、代表取締役でない取締役に、社長、副社長その他代表権を持つと誤解されるような肩書を与えた場合、その取締役の行為は、代表権がないことを知らなかった第三者（善意の第三者）に対しては代表権があったものとして扱われ、会社は責任を負うことになるというものである（354条、旧商法262条）。これにより、相手に会社を代表する権限があると信じて取引をした者が保護され、取引の安全が図られる（権利外観理論）。
なお、旧商法においては、社長及び副社長に加えて専務及び常務の肩書を付した場合についても規定されていたが、社会通念上、必ずしも専務及び常務取締役が代表であるとはいえないため、例示として不適切との考えから会社法ではこの二つは表見代表取締役の規定からは除外された。会社法においては354条の例示する社長及び副社長の他、会長、頭取、総裁、理事長、代表取締役代行等が該当する。
また、354条は取引上の正当な信頼を保護する趣旨から認められた制度であるから、訴訟行為には適用されない。

## 旧共同代表取締役制度
通常、代表権は単独で行使できるが、それを数人で共同しなければ行使できないとするのが共同代表取締役という制度であった（旧商法261条2項）。しかし共同代表では機動性に欠け、また一人で代表権を行使できないとはすなわち半人前であることを公言するようなものであるという事情もあり、共同代表取締役が実際におかれることは稀である。立法論としても削除されるべきとの考えが強く、裁判上も重視されていない。そこで、2006年5月施行の会社法において、共同代表取締役の制度は廃止された。しかし、よく間違われるのが代表取締役が複数いるケースで、これは共同代表とは言わない。代表取締役が複数いるだけの話で、この場合、その一人ひとりが完全な代表権を持っており、それぞれが自分の名前だけで契約を結ぶことができる。
現会社法下においても、定款で数人で共同しなければ代表権を行使できないと定めること自体は可能であるが、善意の第三者には対抗することができない（349条5項）。